# Xamontarupt
Xamontarupt település Franciaországban, Vosges megyében. Lakosainak száma 152 fő (2022. január 1.). Xamontarupt Cheniménil, Docelles, Éloyes, Faucompierre, Jarménil és Tendon községekkel határos.

## Népesség
A település népessége az elmúlt években az alábbi módon változott:
| Lakosok száma | 148  | 152  | 156  | 155  | 156  | 156  | 154  | 153  | 152  |
|               | 2013 | 2015 | 2016 | 2017 | 2018 | 2019 | 2020 | 2021 | 2022 |